# Wilhelm Führer
Wilhelm Führer (* 26. April 1904 in Rüstringen; † 12. Juli 1974) war ein deutscher Astronom und nationalsozialistischer Wissenschaftsfunktionär. Er war in der Wissenschaftspolitik des nationalsozialistischen Deutschen Reiches eine der maßgeblichen Personen im Bereich der Astronomie und Physik. Führer griff in zahlreiche Personalentscheidungen ein und war mehrfach an der Entfernung politisch missliebiger Wissenschaftler aus ihren Stellungen beteiligt.

## Leben
Der Sohn eines Marinelotsen arbeitete von 1923 bis 1926 als Volksschullehrer in Oldenburg. 1928 machte er den Abschluss am Realgymnasium in Rüstringen und studierte danach Astronomie an der Universität Kiel.
Von 1930 bis 1933 arbeitete er als Hilfsassistent in der Schriftleitung der Astronomischen Nachrichten in Kiel und promovierte 1933 mit einer Arbeit über Farbäquivalente von 51 polnahen Sternen an der Universität Kiel. Am 16. Juli des gleichen Jahres wurde er als Hilfsassistent an der Universitäts-Sternwarte München angestellt, die damals von Alexander Wilkens geleitet wurde.
Als 19-Jähriger war er Mitglied des rechtsradikalen Wikingbundes. Zum 1. Oktober 1930 trat er in die NSDAP (Mitgliedsnummer 341.707), 1933 in die SS ein (SS-Nummer 208.688).
Am 1. März 1934 wurde er planmäßiger Assistent und arbeitete an der Sternwarte bis 1936, war aber zwischendurch längere Zeit für Arbeiten im Kultusministerium abgestellt. An der Sternwarte war er befreundet mit dem dort ebenfalls als Assistenten arbeitenden Bruno Thüring, der maßgeblich an der Absetzung von Wilkens beteiligt war. 1940 wurde Thüring mit Unterstützung durch Führer Direktor der Universitätssternwarte Wien als Nachfolger des ebenfalls aus politischen Gründen entfernten Kasimir Graff. Die beiden scheinen eng befreundet gewesen zu sein, da in der erhaltenen Korrespondenz eine extrem deftige Sprache verwendet wird (Führer an Thüring: „Mein lieber Bruno, hundsseitener Bazi, Du gselchter! […] Ich hab mich aber  gefreut, dass Du mir ein Schreiben schriebst, worauf ich seit Monaten gewartet habe. Du Bauernsau, Du mistige.“).
Ab 1934 machte Führer eine steile Karriere als nationalsozialistischer Wissenschaftsfunktionär: von April 1934 bis November 1936 als Leiter der Dozentenschaft der Universität München, seit Juli 1935 als Dozentenbundführer, von 1935 bis März 1939 als Gaudozentenbundführer im Gau München-Oberbayern (bis 18. August kommissarisch). Am 1. Oktober 1936 übernahm er eine Stelle im Referat für Hochschulangelegenheiten des Bayerischen Kultusministeriums und wurde bereits am 29. November 1938 Regierungsrat I. Klasse. In der SS hatte er es 1936 zum SS-Untersturmführer gebracht und sogar als Astronom kam er noch voran, da er mit einer Ausnahmegenehmigung ab dem Sommersemester 1937 einen Lehrauftrag der Universität München im Bereich Astrophysik erhielt.
Ab 1. Februar 1939 arbeitete er dann schon im Berliner Reichswissenschaftsministerium als Referent für die Naturwissenschaften, ab Oktober bereits als Oberregierungsrat und ab August 1943 als Ministerialrat.
Parallel dazu verlief sein Aufstieg in der SS: 1941 SS-Obersturmführer (Amt Ahnenerbe), 1942 Untersturmführer der Waffen-SS, 1943 Hauptsturmführer und Obersturmführer der Waffen-SS. Bei Kriegsende war er Ordonnanzoffizier im Persönlichen Stab Reichsführer SS (Feldkommando-Stab).
Nach Kriegsende wurde Führer interniert (15. Mai 1945 bis 22. Juni 1948) und 1948 zu vier Jahren Arbeitslager verurteilt. Aber schon im Juni 1949 wurde er von der Spruchkammer Nord-Württemberg im Rahmen der Entnazifizierung als „Minderbelasteter“ und im Juni 1950 dann als „Mitläufer“ eingestuft. In den Jahren nach seiner Entlassung aus der Internierung war Führer als Holzmakler tätig. Die Firma besteht heute noch.
Über seine Tätigkeit als Adjutant Heinrich Himmlers hatte er im Rahmen der Nürnberger Prozesse auszusagen. Bei dieser Gelegenheit gab er zu Protokoll, dass er während seiner Arbeit für Himmler mit der Betreuung von Gästen und der Ablage von Akten beschäftigt gewesen sei. Von Kriegsverbrechen habe er nichts bemerkt, da die Geheimhaltung sehr streng gewesen sei und außerdem: „Heinrich Himmler hatte eine sehr starke Neigung, alles selbst zu erledigen.“ Die Zugehörigkeit zum persönlichen Stab Himmlers sei außerdem eine Art Ehrenamt gewesen, das keine besondere Inanspruchnahme implizierte:
Beispiel: Ich gehörte von Ende 1938 bis zu meiner Einberufung in die Waffen-SS im August 1942 organisatorisch dem Persönlichen Stab [Himmlers] an. In dieser Zeit bin ich nur einmal zu einer SS-Veranstaltung gebeten worden. Es betraf eine Einladung zur Sonnwendfeier im Charlottenburger Schlosspark, der ich mit meiner Frau Folge leistete.

## Schriften
- Farbäquivalente von 51 polnahen Sternen. Normalsequenz zur Bestimmung effektiver Wellenlängen  (Dissertation, Kiel 1933)
- Studien- und Prüfungsbestimmungen für Geologen (Berlin 1842)
- Studien- und Prüfungsbestimmungen für Geophysiker, Meteorologen und Ozeanographen (Berlin 1943)